# Burmeister-Fuchs
Der Burmeister-Fuchs (Dusicyon avus) ist eine ausgestorbene Art der Gattung Dusicyon in der Familie der Hunde (Canidae). Sein Gewicht betrug etwa 10 bis 15 Kilogramm.  Er war eng mit dem Falklandfuchs (Dusicyon australis) verwandt und gilt als dessen Stammform. Beide Arten entwickelten sich vor ca. 16.000 Jahren während der letzten Eiszeit auseinander.

## Verbreitung
Das Verbreitungsgebiet des Burmeister-Fuchses erstreckte sich über die Pampa und Patagonien in den süd-zentralen und südlichen Teilen Südamerikas mit einer geschätzten Fläche von etwa 762.351 km². Seine fossilen Überreste wurden in der Luján-Formation in Argentinien, der Chui-Formation in Brasilien, der Cueva del Milodón in Chile und der Sopas-Formation in Uruguay gefunden.

## Lebensraum
Der Burmeister-Fuchs besiedelte relativ offene Lebensräume, wie Gras- und Strauchsteppen.

## Nahrung
Seine Nahrung scheint stärker carnivor gewesen zu sein, als die der rezenten Füchse, basierend auf den Werten von δ13C und δ15N. Er ernährte sich wahrscheinlich hauptsächlich von kleinen Säugetieren, aber auch von großen Kadavern. Dies steht im Gegensatz zum Falklandfuchs, dessen Nahrung auf die auf den Falkland-Inseln verfügbaren Seevögel beschränkt war. Morphologisch sind der Burmeister-Fuchs und der Falklandfuchs den Schakalen am ähnlichsten, was auf eine ähnliche ökologische Nische hindeutet.

## Burmeister-Fuchs und Mensch
Ein Grab des späten zweiten Jahrtausends v. Chr. in Loma de los Muertos in General Conesa, Provinz Río Negro, Argentinien, enthält einen subadulten Burmeister-Fuchs. Er wurde möglicherweise als Haustier gehalten und als Teil der menschlichen sozialen Gruppe betrachtet. Die Zähne des Burmeister-Fuchses wurden in einigen Stätten der Ureinwohner der Provinz Buenos Aires in einem religiösen Kontext verwendet.

## Aussterben
Der Burmeister-Fuchs starb vor etwa 3000 Jahren auf Feuerland aus. Einer Studie aus dem Jahr 2015 zufolge konnte anhand einer Kohlenstoffdatierung ein Aussterbezeitraum von 324 bis 496 Jahren auf dem Festland ermittelt werden, was die Hypothese stützt, dass das Verschwinden der Art in Zusammenhang mit der Ankunft der Europäer stehen könnte. Es gibt Hinweise in den Tagebüchern von Naturforschern des 19. Jahrhunderts über einen großen Fuchs in Patagonien, die Dusicyon avus zugeschrieben werden. Francisco J. Prevosti und seine Kollegen fanden keine Hinweise auf eine Hybridisierung mit Haushunden und vermuten, dass die Ursachen für das jüngste Aussterben der Art in anthropogenen Einflüssen, einschließlich Jagd, in Verbindung mit klimatischen Veränderungen liegen. Die einheimischen Selk’nam von Feuerland kannten zwei Fuchsarten, eine davon von großer Größe.